# Denkmäler der Volksrepublik China (Guangxi)
Die folgende Tabelle bietet eine Übersicht zu sämtlichen Denkmälern des Autonomen Gebiets Guangxi, die auf der Denkmalliste der Volksrepublik China stehen:
| Name                                                                                         | Beschluss | Kreis/Ort | siehe (auch) | Bild |
| -------------------------------------------------------------------------------------------- | --------- | --- | --- | ---- |
| Jintian qiyi dizhi 金田起义地址                                                              | 1-2       | Guiping shi 桂平市 | Stätte des Jintian-Aufstandes am Anfang des Himmlischen Reiches des ewigen Friedens (Taiping-Reich) (1851) (Guiping)                                                                                      |      |
| Jinglüetai Zhenwu Ge 经略台真武阁                                                            | 2-33      | Rong Xian 容县 | Daoistischer Zhenwu-Pavillon und Jinglüe-Plattform (Kreis Rong) |      |
| Chengyang Yongji qiao 程阳永济桥                                                             | 2-42      | Sanjiang xian 三江县 | Yongji-Brücke in Chengyang (Kreis Sanjiang) |      |
| Zhongguo gongye hongjun di-qi jun, di-ba jun junbu jiuzhi 中国工农红军第七军、第八军军部旧址 | 3-28      | Bose shi 百色市 | Stätten der ehemaligen Hauptquartiere der 7. und 8. Armee der Roten Armee (Bose) |      |
| Lingqu 灵渠                                                                                  | 3-54      | Xing'an xian 兴安县 | Magischer Kanal (Kreis Xing'an) |      |
| Dashi ge 大士阁                                                                              | 3-103     | Hepu xian 合浦县 | Dashi Avalokitesvara-Tempel (Kreis Hepu) |      |
| Huashan yanhua 花山岩画                                                                      | 3-165     | Ningming xian 宁明县 | Huashan-Felsbilder (Zeit der Streitenden Reiche bis Östliche Han-Dynastie) (Kreis Ningming) |      |
| Hepu Han muqun 合浦汉墓群                                                                    | 4-65      | Hepu xian 合浦县 | Gräber von Hepu aus der Zeit der Han-Dynastie (Kreis Hepu) |      |
| Mo tusi yashu 莫土司衙署                                                                     | 4-153     | Xincheng xian 忻城县 | Amtssitz des Tusi Mo (Mo Zhen 莫震) (Kreis Xincheng) |      |
| Jingjiang wangfu ji Jingjiang wangling 靖江王府及靖江王陵                                    | 4-154     | Guilin shi 桂林市 | Residenz und Mausoleum der Jingjiang-Prinzen (Guilin) |      |
| Li Zongren guju 李宗仁故居                                                                   | 4-223     | Lingui xian 临桂县 | Ehemaliger Wohnsitz von Li Zongren (Kreis Lingui) |      |
| Li Jishen guju 李济深故居                                                                    | 4-224     | Cangwu xian 苍梧县 | Ehemaliger Wohnsitz von Li Jishen (Kreis Cangwu) |      |
| Youjiang gongnong minzhu zhengfu jiuzhi 右江工农民主政府旧址                                 | 4-231     | Tiandong xian 田东县 | Stätte der demokratischen Regierung der Arbeiter und Bauern von Youjiang (Kreis Tiandong) |      |
| Balujun Guilin banshichu jiuzhi 八路军桂林办事处旧址                                         | 4-240     | Guilin shi 桂林市 | Stätte des Guilin-Büros der Achten Marscharmee (Guilin) |      |
| Bogu he Gaolingpo yizhi 百谷和高岭坡遗址                                                     | 5-99      | Bose shi 百色市 | Stätten von Bogu und Gaolingpo (Paläolithikum) (Bose) |      |
| Zengpiyan yizhi 甑皮岩遗址                                                                   | 5-100     | Guilin shi 桂林市 | Zengpiyan-Stätte (Neolithikum) (Guilin) |      |
| Dingsishan yizhi 顶蛳山遗址                                                                  | 5-101     | Nanning shi 南宁市 | Dingsishan-Stätte (Neolithikum) (Nanning) |      |
| Batuan qiao 岜团桥                                                                           | 5-378     | Sanjiang xian 三江县 | Batuan-Brücke (Kreis Sanjiang) |      |
| Linhe gucheng 临贺故城                                                                       | 5-379     | Hezhou shi 贺州市 | Stätte der alten Stadt Linhe (Hezhou) |      |
| Guilin shike 桂林石刻                                                                        | 5-462     | Guilin shi 桂林市 | Guilin-Steinschnitzereien (Guilin) |      |
| Beihai jindai jianzhu 北海近代建筑                                                           | 5-504     | Beihai shi 北海市 | Moderne Architektur von Beihai (Beihai) |      |
| Liu Yongfu, Feng Zicai jiuju gu jianzhuqun 刘永福、冯子材旧居建筑群                          | 5-505     | Qinzhou shi 钦州市 | Alte Architektur der ehemaligen Wohnsitze von Liu Yongfu und Feng Zicai (Qinzhou) |      |
| Bailiandong yizhi 白莲洞遗址                                                                 | 6-169     | Liuzhou shi 柳州市 | Bailiandong-Stätte (Liuzhou) |      |
| Liyuzui yizhi 鲤鱼嘴遗址                                                                     | 6-170     | Liuzhou shi 柳州市 | Liyuzui-Stätte (Neolithikum) (Liuzhou) |      |
| Gantuoyan yizhi 感驮岩遗址                                                                   | 6-171     | Napo xian 那坡县 | Gantuoyan-Stätte (Kreis Napo) |      |
| Qincheng yizhi 秦城遗址                                                                      | 6-172     | Xing'an xian 兴安县 | Qincheng-Stätte (Kreis Xing'an) |      |
| Zhicheng chengzhi 智城城址                                                                   | 6-173     | Shanglin xian 上林县 | Ruinenstadt Zhicheng (Kreis Shanglin) |      |
| Jiangtoucun he Changganglingcun gu jianzhuqun 江头村和长岗岭村古建筑群                       | 6-688     | Lingchuan xian 灵川县 | Alte Architektur der Dörfer Jiangtou und Changgangling (Kreis Lingchuan) |      |
| Mayin miao 马殷庙                                                                            | 6-689     | Fuchuan xian 富川县 | Mayin-Tempel (Kreis Fuchuan) |      |
| Yanwo lou 燕窝楼                                                                             | 6-690     | Quanzhou xian 全州县 | Yanwolou (Kreis Quanzhou) |      |
| Gongcheng gu jianzhuqun 恭城古建筑群                                                         | 6-691     | Gongcheng xian 恭城县 | Alte Architektur von Gongcheng (Kreis Gongcheng) |      |
| Liuhou ci beike 柳侯祠碑刻                                                                   | 6-850     | Liuzhou shi 柳州市 | Ahnentempel von Liu Zongyuan (Liuzhou) |      |
| Liancheng yaosai jiuzhi he youyi guan 连城要塞遗址和友谊关                                   | 6-1021    | Beihai shi 北海市, Fangchenggang shi 防城港市, Ningming xian 宁明县, Pingxiang shi 凭祥市, Longzhou xian 龙州县, Daxin xian 大新县, Jingxi xian 靖西县, Napo xian 那坡县 | Festungsstätten und Freundschaftpass (Chinesisch-Französischer Krieg) (Beihai, Fangchenggang, Kreis Ningming, Pingxiang, Kreis Longzhou, Kreis Daxin, Kreis Jingxi, Kreis Napo) (Ming- bis Qing-Dynastie) |      |
| Rong xian jindai jianzhu 容县近代建筑                                                        | 6-1022    | Rong xian 容县 | Moderne Architektur des Kreises Rong (Kreis Rong) |      |
| Taiping tianguo Yong'an huodong jiuzhi 太平天国永安活动旧址                                  | 6-1023    | Mengshan xian 蒙山县 | Stätte der Yong'an-Aktivitäten des Himmlischen Reiches des ewigen Friedens (Kreis Mengshan) |      |
| Mapang gulou 马胖鼓楼                                                                        | 6-1024    | Sanjiang xian 三江县 | Mapang-Trommelturm (Kreis Sanjiang) |      |
| Wuzhou Zhongshan jiniantang 梧州中山纪念堂                                                   | 6-1025    | Wuzhou shi 梧州市 | Sun-Yat-sen-Gedächtnishalle Wuzhou (Wuzhou) |      |
| Guangxi nongmin yundong jiangxisuo jiuzhi 广西农民运动讲习所旧址                             | 6-1026    | Donglan xian 东兰县 | Ehemaliges Institut der revolutionären Bauernbewegung in Guangxi (Kreis Donglan) |      |
| Hongjun biaoyu lou 红军标语楼                                                                | 6-1027    | Hechi shi 河池市 | Slogangebäude der Roten Armee (Hechi) |      |
| Xiang Jiang zhanyi jiuzhi 湘江战役旧址                                                       | 6-1028    | Xing'an xian 兴安县 | Stätte der Xiang-Jiang-Schlacht (Kreis Xing'an) |      |
| Kunlun guan zhanyi jiuzhi 昆仑关战役旧址                                                     | 6-1029    | Nanning shi 南宁市 | Stätte der Schlacht am Kunlun-Pass (Nanning) |      |
| Hu Zhiming jiuju 胡志明旧居                                                                  | 6-1030    | Liuzhou shi 柳州市 | Ehemaliger Wohnsitz von Hu Zhiming (Ho Chi Minh) (Liuzhou) |      |